# Genki Yamamoto
Genki Yamamoto (Osaka, 19 novembre 1991) è un ciclista su strada giapponese che corre per il Kinan Cycling Team. Professionista dal 2014, ha partecipato al Giro d'Italia 2016 e vinto il titolo nazionale in linea nel 2018.

## Carriera
Fra i dilettanti è stato campione nazionale in linea Under-23 nel 2010 e 2011 e campione a cronometro Under-23 nel 2013; nel 2012 si è inoltre classificato secondo nella prova contro il tempo per Under-23 ai campionati asiatici svoltisi a Kuala Lumpur.
Passato professionista a 23 anni, nel 2014, con il team italo-giapponese Nippo-Vini Fantini, non ha ancora colto alcun successo nella categoria regina. Nel 2016 ha però partecipato per la prima volta al Giro d'Italia, portandolo a termine.

## Palmarès
- 2010

Campionati giapponesi, Prova in linea Under-23
4ª tappa Tour de Hokkaido (Muroran > Eniwa)
- 2011

Campionati giapponesi, Prova in linea Under-23
- 2013

Campionati giapponesi, Prova a cronometro Under-23
3ª tappa Tour de Hokkaido (Kutchan > Otaru)
- 2018 (Kinan Cycling Team, una vittoria)

Campionati giapponesi, Prova in linea
- 2023 (Kinan Cycling Team, una vittoria)

2ª tappa Tour de Kumano (Taiji > Taiji)

### Altri successi
- 2022 (Kinan Cycling Team)

Hiroshima Road Race
- 2023 (Kinan Cycling Team)

Classifica a punti Tour de Kumano
National Inter-Prefectural Cycling Competition
National Sports Festival
- 2024 (Kinan Cycling Team)

Classifica scalatori Tour de Kyushu

## Piazzamenti

### Grandi Giri
- Giro d'Italia

2016: 150º

### Classiche monumento
- Giro di Lombardia

2015: ritirato
2016: ritirato